# Федерація футболу Саудівської Аравії
Федерація футболу Саудівської Аравії  — організація, що займається управління футбольними справами в Саудівській Аравії. Заснована у 1956 році принцом Абуллахом ібн Фейсал Аль-Саудом. У її підпорядкуванні знаходяться національні збірні країни, а також клубні змагання.

## Члени
| Організація                         | Період      |
| ----------------------------------- | ----------- |
| ФІФА                                | з 1956 року |
| АФК                                 | з 1972 року |
| Союз арабських футбольних асоціацій | з 1974 року |
| Федерація футболу Західної Азії     | з 2010 року |

## Президенти ФФСА
Список президентів федерації футболу Саудівської Аравії з моменту її заснування.
- 1956–1971: Абдуллах ібн Фейсал Аль-Сауд
- 1971–1999: Фейсал ібн Фахд
- 1999–2011: Султан ібн Фахд
- 2011–2014: Наваф інб Фейсал
- 2014– : Ахмед Еді Аль-Харбі

## Клубні змагання

### Ліги
- Прем'єр-ліга
- Перша ліга
- Друга ліга
- Третя ліга
- Ліга імені Принца Фейсала ібн Фахада (U-21)
- Молодіжна Прем'єр-ліга (U-20)
- Молодіжна Перша ліга (U-20)
- Юнацька Прем'єр-ліга (U-17)
- Юнацька Перша ліга (U-17)

### Кубки
- Королівський кубок
- Кубок Наслідного Принца
- Суперкубок
- Молодіжний Кубок Саудівської Федераці (U-20)
- Юнацький Кубок Саудівської Федераці (U-17)

## Національні збірні
- Національна чоловіча збірна
- Національна чоловіча збірна U-23
- Молодіжна чоловіча збірна U-20
- Юнацька чоловіча збірна U-17